# Hengelo (Gueldre)
Pour les articles homonymes, voir Hengelo.
Hengelo est un village des Pays-Bas qui fait partie de la région à caractère rural de Achterhoek et, depuis 2005, de la commune de Bronckhorst.
Hengelo était une commune indépendante jusqu'au 1er janvier 2005. À cette date, elle a fusionné avec Hummelo en Keppel, Steenderen, Vorden et Zelhem pour former la nouvelle commune de Bronckhorst.

## Galerie

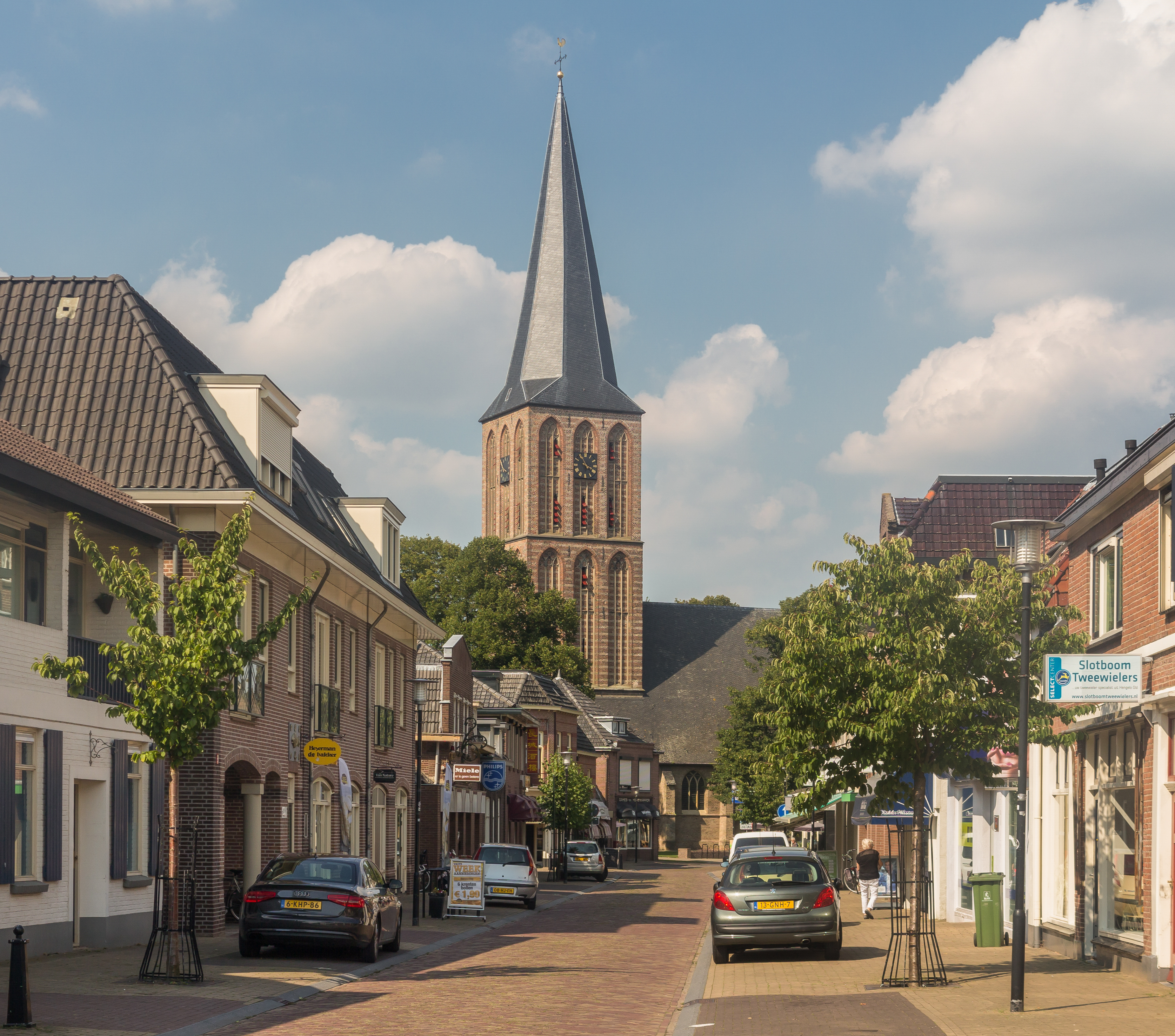
Hengelo, l'église (Remigiuskerk)
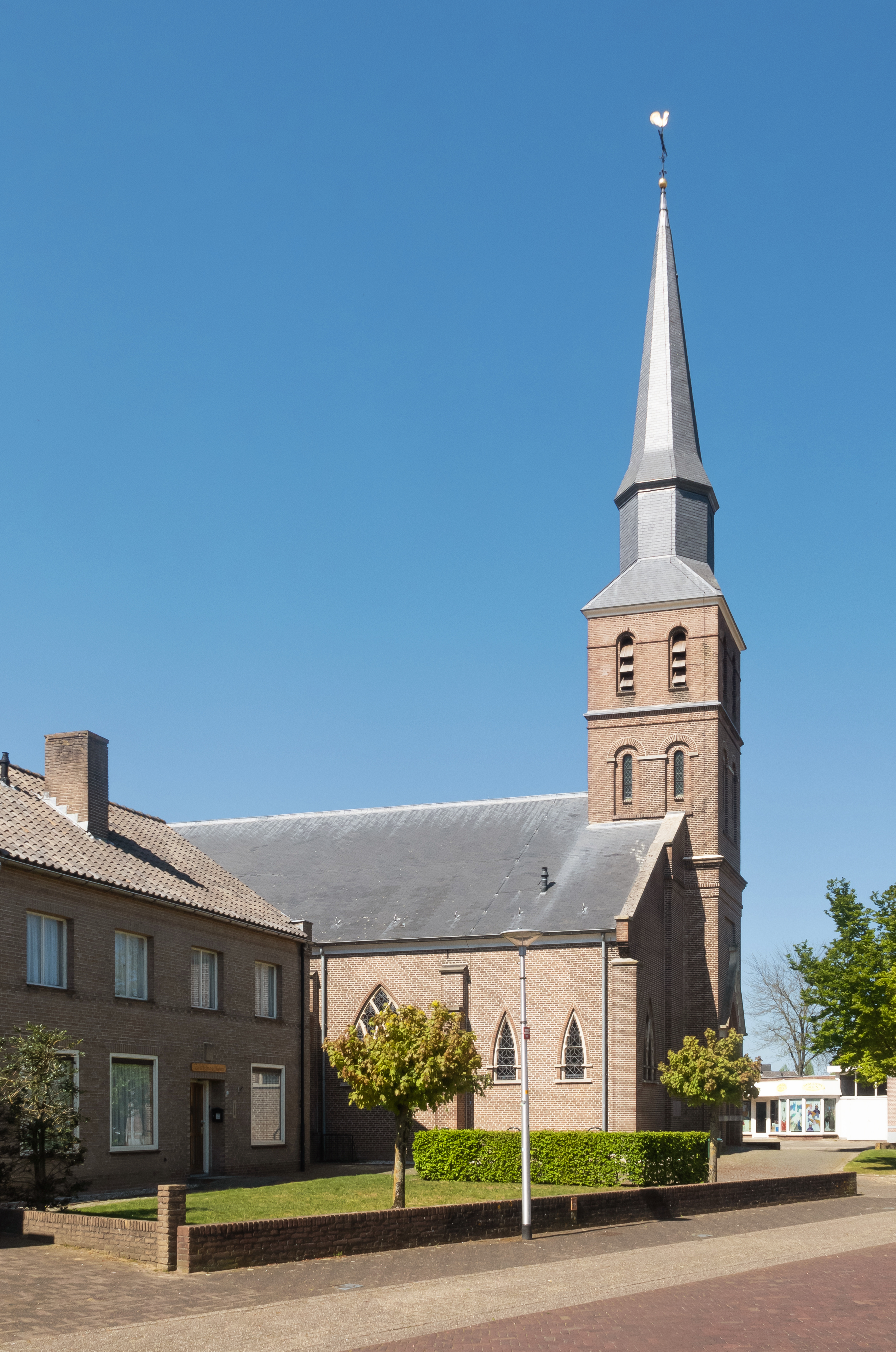
Hengelo, l'église: Heilige Willibrordkerk
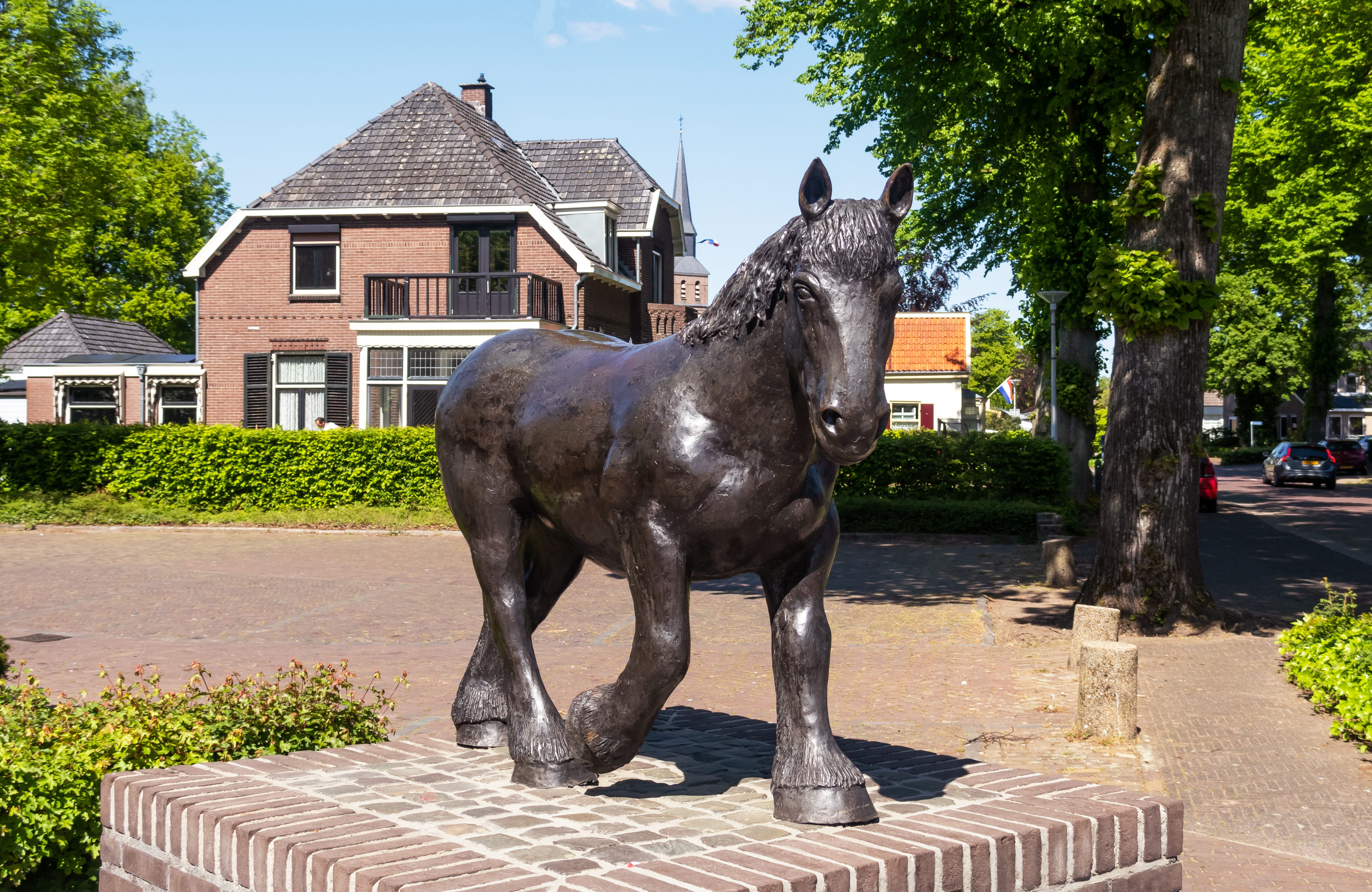
Hengelo, la sculpture Paardendorp (Village du cheval) Hengelo